# Église de la Nativité-de-Notre-Dame de Lieuche
L'église de la Nativité-de-Notre-Dame est une église du XVIIe siècle située à Lieuche dans le département français des Alpes-Maritimes.

## Historique
Cette petite église de style baroque rustique a été construite au XVIIe siècle. Un clocher lui est accolé. Si le village est aujourd'hui à l'écart de la route principale par les gorges du Cians, il n'en a pas toujours été de même. Jusqu'à l'ouverture de cette route, Lieuche était située sur les itinéraires allant de Touët-sur-Var à Beuil par Thiéry et Pierlas, et de Saint-Sauveur-sur-Tinée à Puget-Théniers par Ilonse.

## Retable de l'Annonciation
L'église doit sa notoriété au retable de l'Annonciation peint par Louis Bréa, un des mieux conservés de ce peintre. L'inscription se trouvant au bas du retable permet d'en connaître le commanditaire et sa date de fin de réalisation : le vénérable Louis Lausi le fit faire en l'honneur de Dieu et de la Bienheureuse Vierge Marie à qui est dédiée l'église. Il a été achevé le 15 janvier 1499. Les archives montrent que Louis Lausi a été prieur de Lieurche au moins de 1497 à 1507. Il a été ensuite prêtre à Nice.
Le retable est divisé en 9 compartiments et comprend 27 personnages. Le panneau central représente l'Annonciation : la Vierge en prière, à droite, mains jointes, et à gauche, l'ange Gabriel, en haut, le Père Éternel est tourné vers Marie et souffle vers elle le Saint-Esprit représenté par une colombe. Entre ces trois personnages, une fenêtre ouvrant sur un paysage et un horizon lointain clair.
À gauche de la scène centrale, une représentation de saint Louis de Toulouse ou d'Anjou avec le donateur à genoux et priant. À droite, saint Antoine ermite.
Au-dessus, une représentation de la Crucifixion avec, de part et d'autre de la Croix, Marie et Jean, en fond, un paysage. Juste à gauche de cette scène, l'ange Raphaël guidant Tobie, et à droite, saint Sébastien criblé de flèches. Au-dessus de saint Louis de Toulouse, saint Christophe portant l'Enfant Jésus et saint Jean-Baptiste. Au-dessus de saint Antoine ermite, sainte Catherine tenant la palme du martyre avec la roue de son supplice et saint Michel en armure.
En bas du retable, la prédelle, le Christ entouré de ses disciples. De gauche à droite : Philippe, Matthieu, Thomas, Barthélemy, Jacques le Majeur, Jean, André, Jude-Thaddée, Jacques le Mineur, Matthias et Simon.
Cette église fait l’objet d’une inscription sur l'inventaire supplémentaire des monuments historiques depuis le 26 avril 1989.